# Corrales del Vino
Corrales del Vino is een gemeente in de Spaanse provincie Zamora in de regio Castilië en León met een oppervlakte van 75,61 km². Corrales del Vino telt 1.022 inwoners (1 januari 2016).

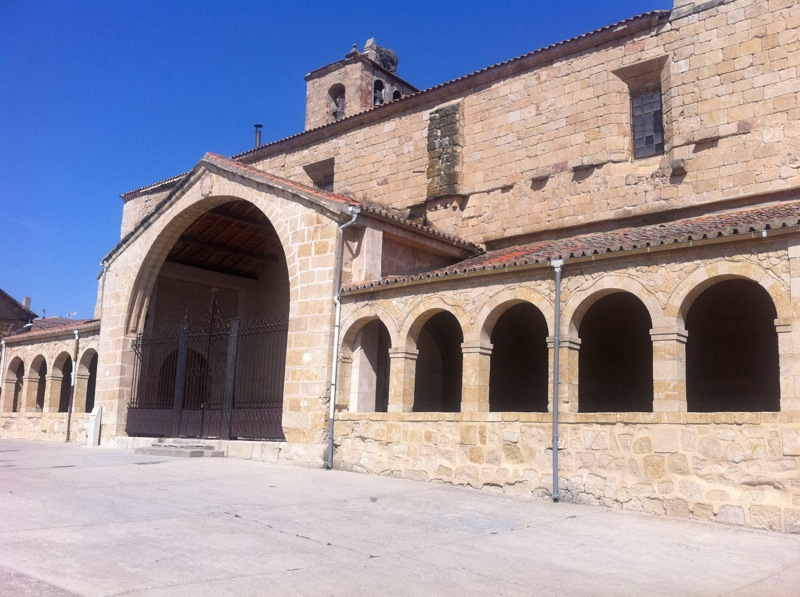
Kerk in Corrales del Vino
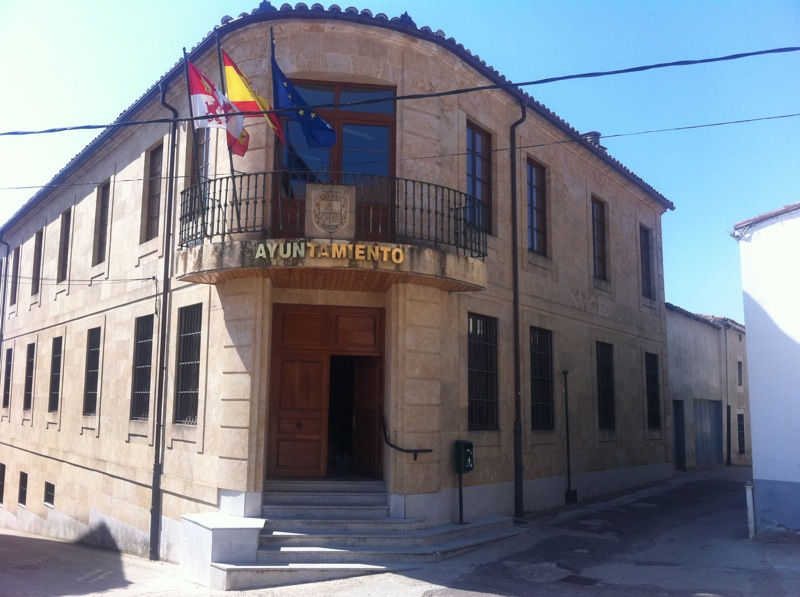
Gemeentehuis